# KabarIndonesia

KabarIndonesia est le premier journal en ligne en Indonésie. Il est publié par Yayasan Peduli Indonesia ("fondation concernée par l'Indonésie"), basé aux Pays-Bas depuis le 11 novembre 2006. Il adopte le journalisme citoyen, système par lequel chaque lecteur (citoyen) peut jouer le rôle d'un journaliste. Il y a des milliers de citoyens Reporter KabarIndonesia dans le monde, mais la plupart d'entre eux vivent en Indonésie. KabarIndonesia est écrit en Bahasa Indonesia.

## Histoire
KabarIndonesia été lancé par Elisabeth Widiyati avec des amis aux Pays-Bas le 11 novembre 2006. Le nombre de ses citoyens-reporters a dépassé 2.500 en octobre 2007, ce qui en faisait le journal en ligne le plus important en Indonésie de ce point de vue.
Personnel :
- Elisabeth Widiyati, Président Directeur de KabarIndonesia
- Wilson Lalengke, Éditeur-gestionnaire
- Fida Abbott, rédactrice en chef.